# ×Leymotrigia stricta
Leymotrigia stricta là một loài thực vật có hoa trong họ Hòa thảo. Loài này được (Dethard.) Tzvelev mô tả khoa học đầu tiên năm 1973.